# Keyshia Cole
Keyshia Miesha Cole (n. 15 octombrie, 1981 în Oakland, California, S.U.A.) este o cântăreață de muzică R&B, soul și hip hop, textieră și animatoare de televiziune de origine americană.

## Biografie

### Copilăria și primele activități muzicale (1981—2003)
Keyshia Miesha Cole s-a născut la data de 15 octombrie 1981 în Oakland, California, S.U.A., fiind unul dintre cei șapte copii ai prostituatei Francine „Frankie” Leons. Primii ani din viața Keyshiei au fost traumatizanți, familia sa trăind la limita sărăciei, ea neștiind cine este tatăl său biologic. La vârsta de doi mama sa a fost încarcerată pentru consum de droguri, iar Keyshia a fost adoptată de Yvonne și Leon Cole Jr., prieteni ai familiei Leons.
Keyshia a copilărit în Bay Area avându-le ca principală sursă de inspirație pe Mary J. Blige și Brandy Norwood. Interpreta a cântat pentru prima oară la șase ani, cântecul său favorit fiind „As We Lay” de Shirley Murdock. Ea și-a dorit dintotdeauna să poată deveni o cântăreață de succes, iar la vârsta de doisprezece ani, fratele său Sean Cole, care era prieten cu interpretul Tupac Shakur, a introdus-o pe tânăra Keyshia în anturajul său format din muzicieni. Curând ea a început să colaboreze cu rapper-ul MC Hammer, care avea să o ajute în vederea dezvoltării tehnicii sale interpretative.
În anul 1997, la vârsta de șaisprezece ani, Keyshia l-a surprins pe iubitul său înșelând-o, lucru care a determinat-o să părăsească orașul său natal. Fiind încurajată de bunica sa, interpreta a plecat spre Los Angeles având numai o mie de dolari și o mașină închiriată, în încercarea de a-și realiza visul — să devină o cântăreață de succes.
Orașul i-a oferit multe oportunități de afirmare, Keyshia colaborând cu rapperul Messy Marv la producerea unei preluări a șlagărului „Nubian Queen”, versiune lansată în 2001. În același an, membrul formației Tony! Toni! Toné!, D'wayne Wiggins, a ales-o pe Keyshia să cânte împreună cu el pe coloana sonoră a filmului Eu și doamna Jones. În perioada respectivă, interpreta a compus o versiune demonstrativă a cântecului „Love” și a obținut o audiție în fața directorilor de la A&M Records, Jimmy Iovine și Ron Fair, care i-au oferit un contract de management în decembrie 2002. Începând cu prima parte a anului 2003, cântăreața a pornit înregistrările pentru primul său album de studio.

### Debutul profesional și «The Way It Is» (2004—2006)
În timp ce înregistrările pentru albumul său de debut continuau, Keyshia a imprimat un duet cu interpreta americană Eve. Cântecul, intitulat „Never”, nu a fost promovat ca și disc single, dar a fost inclus pe coloana sonoră a filmului Frizeria 2. În decembrie 2004, interpreta a înregistrat împreună cu Snoop Dogg și Pharrell un disc single, numit „Let's Get Blown”, care a devenit un șlagăr minor în S.U.A. și s-a bucurat de succes moderat în Europa.

Albumul de debut al Keyshiei Cole a fost lansat la data de 21 iunie 2005, sub reprezentarea caselor de înregistrări A&M și Universal. Acesta, intitulat The Way It Is, a fost produs de Keyshia împreună cu Ron Fair, directorul executiv al companiei A&M. Discul conține colaborări cu nume sonore ale muzicii R&B din S.U.A. — Kanye West, Sean Garrett, John Legend, Alicia Keys și Timbaland. Abordarea stilistică a discului cuprinde elemente de muzică R&B, soul și hip hop. 
Criticii muzicali au numit-o pe cântăreață o „nouă senzație”, iar vocea ei puternică i-a adus compararea cu interpretele Lil' Mo și Mary J. Blige. Albumul The Way It Is s-a dovedit a fi un succes, debutând pe locul 6 în clasamentul Billboard 200, având vânzări de aproape 90,000 de exemplare în prima săptămână. Până la finele anului 2005, albumul a primit discul de platină în S.U.A., fiind comercializat în peste 1 milion de exemplare.
Primul single extras de pe album, intitulat „I Changed My Mind”, este un duet cu unul dintre producătorii albumului, Kanye West. Cântecul a debutat pe locul 72 în clasamentul Billboard Hot 100, ulterior promovând modest. Următoarea piesă lansată, „(I Just Want It) To Be Over” , a câștigat prima poziție în Bubbling Under, clasament care ține evidența cântecelor apropiate de intrarea în Hot 100. Ultimele două discuri single extrase de pe albumul The Way It Is, „I Should Have Cheated” și „Love”, au fost lansate în ultima parte a anului 2005, respectiv la începutul lui 2006. Ambele cântece au devenit hituri majore în S.U.A., ajutând albumul de proveniență să rămână în clasamentele de specialitate pentru mai multe săptămâni succesive. Toate cele patru piese au beneficiat de videoclipuri și campanii de promovare adiacente.
În iulie 2006, a fost lansat șlagărul „(When You Gonna) Give It Up to Me”, un duet cu interpretul jamaican Sean Paul. Cântecul a fost inclus pe coloana sonoră a filmului Dansul dragostei și a devenit rapid un hit major în S.U.A., câștigând poziția cu numărul 3 în Billboard Hot 100 — fiind astfel cel mai mare succes al interpretei în țara sa natală. În ierarhia Romanian Top 100 piesa „(When You Gonna) Give It Up to Me” a obținut locul șaptesprezece.

### «Just like You» și evoluția muzicală (2007 - 2008)
Începând cu finele anului 2006, cântăreața a pornit înregistrările pentru cel de-al doilea album de studio. La vremea respectivă Keyshia Cole a vorbit despre noul său album, într-un reportaj publicat de revista Vibe. Ea numea discul „o schimbare, versurile cântecelor fiind foarte personale, inspirate din propria mea experiență de viață”.
În februarie 2007, a fost lansat cântecul „Last Night”, un duet cu interpretul de muzică Hip-Hop/R&B Sean Combs. Cântecul a devenit un hit în S.U.A., ocupând treapta a zecea în clasamentul Billboard Hot 100, iar în România piesa a obținut locul patru, fiind cel mai mare succes al intepretei. La scurt timp, în luna aprilie, discul single „Dreamin'” (duet cu Young Jeezy) a beneficiat de un videoclip. Folosind un sample al cântecului omonim de Bill Summers, piesa s-a bucurat de succes moderat în clasamentul Hot R&B/Hip-Hop.
Cel de-al doilea album al Keyshiei Cole a început să fie comercializat în luna septembrie a anului 2007 și este intitulat Just like You. Lansarea discului a fost inițial programată pentru luna iulie, dar din cauza lipsei de promovare a primului single, „Let It Go” , lansarea albumului a fost amânată de două ori. Albumul s-a dovedit a fi un succes, câștigând cea de-a doua poziție în clasamentul Billboard 200, având 281,419 de exemplare vândute în săptămâna lansării. Pentru a promova materialul discografic, Cole a apărut pe coperțile unor reviste cu renume precum Sister 2 Sister, Essence, Vibe, Jet  sau DUB . Ulterior, Just like You a primit discul de platină în S.U.A., pentru vânzări de peste 1 milion de copii.
Albumul a primit recenzii în general pozitive, site-ul allmusic remarcând evoluția vocală a interpretei, glasul său fiind numit un „instrument versatil”. Tabloidul american The New York Times a criticat discul Just like You pentru liniaritatea sa stilistică, definindu-l dreapt „un album bine cântat, care trebuia să conțină mai multe piese «turbulente»”.
Primul cântec lansat pe disc single, intitulat „Let It Go”, reprezintă o colaborare cu interpretele Missy Elliott și Lil' Kim. Ocupând prima treaptă a clasamentului Billboard R&B/Hip-Hop, dar și locul șapte în Billboard Hot 100, piesa a fost numită de revista Rolling Stone una dintre cele mai bune compoziții ale anului 2007. Următoarele cântece promovate, „Shoulda Let You Go” (duet cu buna sa prietenă, interpreta debutantă Amina) și „I Remember”, au ocupat cele mai înalte trepte din clasamentele de muzică R&B/Hip-Hop din S.U.A., ajutând albumul Just like You să ajungă unul dintre cele mai apreciate produse discografice din acea perioadă.
La începutul anului 2008, cântăreața Trina a invitat-o pe Cole să cânte împreună cântecul „I Got a Thang for You”, care s-a bucurat de succes moderat. În aceeași perioadă, Keyshia a înregistrat un duet în colaborare cu Keith Sweat. Piesa, intitulată „Love U Better”, a fost inclusă pe coloana sonoră a filmului Why Did I Get Married?.
În martie 2008, Keyshia a înregistrat piesa „Boyfriend/Girlfriend”, un duet cu formația de hip-hop C-Side. Cântecul nu a beneficiat de o campanie de promovare puternică, devenind doar un hit minor în clasamentele dedicate muzicii pop. În aceeași lună a început comercializarea ultimului disc single de pe albumul Just like You. Cântecul, intitulat „Heaven Sent”, a ocupat prima treaptă a ierarhiei Billboard R&B/Hip-Hop pentru nouă săptămâni, ajutatând-o pe Cole să își consolideze statutul de „celebritate a muzicii soul”.
Răsplata prestației muzicale de calitate a Keyshiei Cole a fost reprezentată de cele 4 nominalizări la premiile Grammy, obținute datorită discului Just like You. Pe plan internațional albumul a fost comercializat în peste 1.5 milioane de exemplare, fiind cel mai de succes material discografic al interpretei.

### Era «A Different Me» (2008—prezent)
În aprilie 2008, Keyshia Cole a înregistrat un duet cu rapper-ul The Game. Piesa, intitulată „Game's Pain”, a promovat modest în clasamentele de specialitate din S.U.A., fiind un hit minor. Începând cu primăvara anului 2008, cântăreața a pornit înregistrările pentru cel de-al treilea album de studio. Keyshia Cole a declarat că noul său material discografic nu se concentrează pe iubire, ci pe maturitatea vocii și versurilor sale. Cole a explicat, spunând: „Primele două albume au fost mult mai... dureroase. Însă de această dată, situația se schimbă: sunt o tânără femeie care continuă să se maturizeze și să se descopere pe sine, explorând diferite rute muzicale și nu numai. Versurile nu se rezumă la persoana mea, ci la situațiile în care sunt implicate persoanele din jurul meu. Încerc ceva nou.”
La finele lunii august, Keyshia Cole a înregistrat un cântec în scopuri caritabile, alături de alte paisprezece interprete cunoscute, precum Beyoncé Knowles, Carrie Underwood, Leona Lewis, Mariah Carey, Mary J. Blige, Natasha Bedingfield sau Rihanna. Piesa, intitulată „Just Stand Up!”, face parte din campania „Stand Up To Cancer” și a fost interpretată în cadrul evenimentului Fashion Rocks 2008. După lansarea cântecului în format digital, single-ul a atins poziția cu numărul 11 în Billboard Hot 100.
La data de 21 octombrie 2008 a fost lansat primul disc single de pe noul album. Intitulat „Playa Cardz Right”, cântecul este un duet cu regretatul rapper Tupac Shakur. Piesa și-a făcut simțită prezența în clasamentul Billboard Hot R&B/Hip-Hop, câștigând treapta cu numărul nouă, fiind cel de-al nouălea cântec consecutiv al Keyshiei care a obținut clasări de top 10.
Cel de-al treilea album al Keyshiei Cole a fost lansat la data de 16 decembrie 2008, sub reprezentarea caselor de înregistrări Geffen și Interscope. Materialul discografic, intitulat A Different Me, a debutat pe locul doi în clasamentul Billboard 200, fiind comercializat în peste 322,000 de exemplare în prima săptămână de la lansare. Recenziile criticilor au fost în general pozitive, iar Keyshia a fost numită „o muziciană versatilă și o vocalistă convingătoare”. Publicația The Boston Globe definește albumul spunând: „În permanență, de altfel, Cole a îndrăznit să fie diferită, iar acest lucru i-a reușit de minune.” Ulterior, discul a primit discul de aur în S.U.A., fiind comercializat în peste 850,000 de copii.
La finele anului 2008, interpreta a avut o apariție în videoclipul cântărețului Ne-Yo, „She Got Her Own”. În aceeași perioadă Keyshia a înregistrat un duet cu Keri Hilson, intitulat „Get Your Money Up”, care a fost ulterior inclus pe albumul de debut al lui Hilson, In a Perfect World....
Următoarele cântece promovate, „You Complete Me” și „Trust” (duet cu Monica), lansate în prima parte a anului 2009, au ocupat poziții inalte în clasamentele de muzică R&B/Hip-Hop din S.U.A., ajutând albumul A Different Me să ajungă unul dintre cele mai apreciate produse discografice din acea perioadă.
Pentru a promova discul A Different Me, Keyshia Cole a apărut pe parcursul anului 2009 pe coperțile unor publicații de renume din S.U.A. precum Vibe, King sau Sister 2 Sister. De asemenea, în vara lui 2009, interpreta a organizat turneul A Different Me Tour, compus din 23 de recitaluri în S.U.A., printre invitații săi numărându-se Keri Hilson, The Dream, Lil' Kim sau Monica. Lansarea celui de-al patrulea single de pe albumul A Different Me a fost confirmată de Manny Halley, președintele companiei Imani Entertainment, numele piesei promovate fiind „This Is Us”.

## Discografie

### Albume de studio
- The Way It Is (2005)
- Just like You (2007)
- A Different Me (2008)

### Cele mai cunoscute discuri single
| Anul | Discul single                                      | Poziția maximă | Poziția maximă | Poziția maximă | Poziția maximă | Poziția maximă  | Poziția maximă | Poziția maximă | Poziția maximă | Poziția maximă | Poziția maximă | Album            |
| Anul | Discul single                                      | S.U.A.         | S.U.A. R&B     | S.U.A. Pop     | S.U.A. Rap     | S.U.A. Rhythmic | UK             | ROM            | FRA            | AUT            | GER            | Album            |
| ---- | -------------------------------------------------- | -------------- | -------------- | -------------- | -------------- | --------------- | -------------- | -------------- | -------------- | -------------- | -------------- | ---------------- |
| 2005 | „I Should Have Cheated”                            | 30             | 4              | —              | —              | —               | 48             | —              | —              | —              | —              | The Way It Is    |
| 2006 | „Love”                                             | 19             | 3              | 54             | —              | —               | —              | —              | —              | —              | —              | The Way It Is    |
| 2006 | „Give It Up to Me” (împreună cu Sean Paul)         | 3              | 5              | 9              | 3              | —               | 31             | 17             | 25             | 30             | 26             | Just like You    |
| 2007 | „Last Night” (împreună cu Diddy)                   | 10             | 7              | 10             | 25             | —               | 14             | 4              | —              | 54             | 25             | Just like You    |
| 2007 | „Let It Go” (împreună cu Missy Elliot și Lil' Kim) | 7              | 1              | 30             | —              | 3               | —              | —              | —              | —              | 72             | Just like You    |
| 2007 | „Shoulda Let You Go” (împreună cu Amina)           | 41             | 6              | —              | —              | 32              | —              | —              | —              | —              | —              | Just like You    |
| 2007 | „I Remember”                                       | 24             | 1              | —              | —              | —               | —              | —              | —              | —              | —              | Just like You    |
| 2008 | „Heaven Sent”                                      | 28             | 1              | —              | —              | —               | —              | —              | —              | —              | —              | Just like You    |
| 2008 | „Game's Pain” (împreună cu The Game)               | 75             | 20             | 95             | 9              | —               | —              | —              | —              | —              | —              | LAX              |
| 2008 | „Just Stand Up!” (împreună cu 14 interprete)       | 11             | 57             | 18             | —              | —               | 26             | —              | —              | —              | —              | Single caritabil |
| 2008 | „Playa Cardz Right” (împreună cu 2Pac)             | 63             | 9              | —              | —              | —               | —              | —              | —              | —              | —              | A Different Me   |
| 2009 | „You Complete Me”                                  | 62             | 7              | —              | —              | —               | —              | —              | —              | —              | —              | A Different Me   |
| 2009 | „Trust” (împreună cu Monica)                       | 72             | 10             | —              | —              | —               | —              | —              | —              | —              | —              | A Different Me   |

## Turnee
- Dreamin' Tour (împreună cu Young Jeezy - 2007)
- Double Up Tour (în deschidere pentru R. Kelly - 2007)
- I Am Music Tour (în deschidere pentru Lil Wayne - 2008)
- A Different Me Tour (2009)